# Motore Tritec
Il motore Tritec è un motore endotermico, ciclo Otto alimentato a benzina prodotto dal 1999 al 2006 dai gruppi Chrysler e Rover.

## Storia
La storia di questo motore ha inizio nel 1997, quando il colosso automobilistico statunitense Chrysler e la britannica Rover, all'epoca di proprietà della BMW, diedero inizio ad una joint-venture volta alla realizzazione di un motore di dimensioni contenute che andasse ad equipaggiare alcuni modelli dei due gruppi. A tale scopo venne costruito uno stabilimento in Brasile, precisamente a Curitiba.

Il motore Tritec è imparentato con il 2 litri utilizzato sulla Chrysler Neon, ma è di dimensioni più contenute. Le tre varianti in cui è previsto sono infatti un 1.4, un 1.6 ed un 1.6 con compressore volumetrico. La produzione del motore Tritec è partita nel settembre 1999.

### Caratteristiche
Il motore Tritec è un 4 cilindri in linea con blocco motore in ghisa e testa cilindri in lega di alluminio con distribuzione ad un solo albero a camme in testa, ma con testata a 4 valvole per cilindro. Le valvole sono mosse dall'albero a camme per mezzo di punterie idrauliche e bilancieri. La centralina utilizzata è in tutti i casi una Siemens EMS 2000, che tra l'altro va a governare il corpo farfallato a controllo elettronico e l'iniezione di tipo multipoint.

Di seguito vengono illustrate le caratteristiche delle tre versioni del Tritec.

#### Tritec 1.4 litri
In questa versione, le misure di alesaggio e corsa sono di 77x75 mm, per una cilindrata di 1397 cm³. La potenza massima è di 75 CV, mentre la coppia massima arriva a 122 Nm.

Tale motore è stato montato solo sulle Mini One prodotte per i mercati portoghese e greco.

#### Tritec 1.6 litri
Questa versione è una variante a corsa allungata del Tritec 1.4. Fermo restando l'alesaggio a 77 mm, la corsa è stata fatta passare da 75 ad 85.8 mm. La cilindrata totale è quindi salita a 1598 cc.

Questo motore è stato proposto in due varianti di potenza e coppia. 

La prima variante eroga 90 CV a 5500 giri/min, con una coppia massima di 140 N·m a 3000 giri/min ed è stata montata su:
- Mini One per tutti i mercati tranne quello greco e quello portoghese;
- Chery A15;
- Chery A11.

La seconda variante eroga invece 116 CV a 6000 giri/min e 149 N·m a 4500 giri/min. È stata montata su:
- Mini Cooper;
- Chrysler PT Cruiser per tutti i mercati tranne quello statunitense;
- Lifan 520.

#### Tritec 1.6 SC
Questa versione è la variante sovralimentata della precedente: la sovralimentazione avviene tramite l'impiego di un compressore volumetrico Eaton M45. Inizialmente la potenza massima era di 163 CV a 6000 giri/min, con un picco di coppia di 210 N·m a 4000 giri/min. Successivamente, a partire dal 2004, tale motore ha beneficiato di un leggero incremento di potenza, raggiungendo i 170 CV a 6000 giri/min, mentre la coppia massima ha raggiunto i 220 N·m.

Tale motore è stato montato sulla Mini Cooper S prodotta tra il 2002 ed il 2006.

Nel 2003 tale motore si è piazzato al primo posto nella categoria 1.4-1.8 litri nell'International Engine of the Year. Nel 2005 si è piazzato tra i primi 10 migliori motori in circolazione.

### Fine della Tritec
Nel 2000 la Rover è stata venduta dalla BMW, la quale però ha trattenuto con sé i diritti per la produzione e l'utilizzo dei motori Tritec. Nel 2005 la Rover ha chiuso i battenti, ma la BMW ha continuato ad utilizzarli fino all'introduzione dei nuovi motori Prince che avrebbero preso il posto dei Tritec stessi.

Il contratto che lega BMW alla Tritec è scaduto nel 2007.

Ma la storia del Tritec non finisce qui: nel marzo del 2008 Fiat Powertrain Technologies (società del Gruppo Fiat) ha acquistato per 83 milioni di euro la fabbrica di Campo Largo - regione metropolitana di Curitiba, le linee di produzione e la licenza per produrre i motori. 
La gamma 2011 della Fiat Punto e della Fiat Linea venduta in Brasile monta nuove unità di 1,6 e 1,8 litri derivate dall'originario Tritec, riprogettate dalla FPT e denominate E.torQ, nelle versioni a benzina e flex-fuel. Questi motori sono costruiti nella fabbrica di Campo Largo.